# Torellia insignis
Torellia insignis is een slakkensoort uit de familie van de Capulidae. De wetenschappelijke naam van de soort is voor het eerst geldig gepubliceerd in 1915 door Edgar Albert Smith.